# نیوبری (کارولینای جنوبی)
نیوبری(به انگلیسی: Newberry) شهری در ایالت کارولینای جنوبی کشور ایالات متحده آمریکا است که جمعیت آن در سرشماری سال ۲۰۱۰ میلادی، ۱۰٬۲۷۷ نفر بوده‌است.